# Alan Brown (réalisateur)
Pour les articles homonymes, voir Alan Brown (homonymie) et Brown.
Ne doit pas être confondu avec Allan Brown.
Alan Brown est un réalisateur et scénariste américain, né en 1950 en Pennsylvanie.

## Filmographie
- 2002 : O Beautiful (court métrage)
- 2004 : Book of Love
- 2007 : Superheroes
- 2011 : Private Romeo
- 2013 : 5 Danses